# Albaicín
Albaicín (také Albayzín) je historická čtvrť Granady v dnešním Španělsku v autonomním společenství Andalusie. Její úzké a točité uličky se zde zachovaly z dob, kdy oblast ovládali Maurové. Zejména proto je vyhledávanou turistickou oblastí.
Čtvrť byla v roce 1984 spolu s dalšími památkami zařazena ke světovému dědictví.